# Panorpa bifida
Panorpa bifida är en näbbsländeart som beskrevs av Carpenter 1935. Panorpa bifida ingår i släktet Panorpa och familjen skorpionsländor. Inga underarter finns listade i Catalogue of Life.